# تشلبان (بوزي)
تشلبان (بالفارسية: چلبان) هي منطقة سكنية تقع في إيران في قسم بوزي الريفي.